# Aeropuerto de Poptún
El aeropuerto de Poptún (IATA: PON, OACI: MGPP)  es un aeropuerto de uso público con una pista de aterrizaje de concreto de 2.730 metros de longitud que sirve a la ciudad de Poptún en el Departamento de Petén en el norte de Guatemala . 
La pista de aterrizaje está ubicada dentro del pueblo. Hay colinas bajas de 2 kilómetros (1,2 mi) al sur del aeropuerto.